# 山木ボクシングジム
山木ボクシングジム（やまきぼくしんぐじむ）は、東京都羽村市五ノ神にあるボクシングジムである。ムエタイ・キックボクシングから、国際式ボクシングジムに転ずるという日本のボクシング史では唯一の経緯をたどった。設立時は山木ジム、2011年11月から2018年3月まではアルファボクシングジム。現在はフィットネスコースなども設けられ、これらのコースは男性も対象としている。2018年4月から山木ボクシングジムとなった。

## 概略

### ムエタイ及びキックボクシング
キックボクサーのウルフ隼人（本名：山木敏弘、1953年4月29日生）が、自身の現役時に目黒ジムから円満独立で下北沢の繁華街に設立（1984年8月）。選手を続けながらジムを経営していた（キックボクシングでは兼任が許される）。
1987年、日本ムエタイ連盟を結成し山木が会長となるが、1989年、山木ジムは日本ムエタイ連盟を終了し、MA日本キックに加入、1996年3月にMA日本キックが分裂し目黒ジム離脱で藤本の代表退任に伴い山木は42歳の若さでMA日本キック理事長となった。山木ジムは伊藤隆、山口元気、ラビット関、HAYATO、菅原勇介、神村エリカらを輩出し、彼らを王者・世界王者にまで育てた。一時期は同ジム所属のキック王者が6・7人同時に存在していたほどである。
なお2000年前後には朝堂院大覚総裁率いる世界格闘技団体連合振興会や佐山聡創設したSAボクシングにも参加。

### ボクシング
キックボクシングでの山木ジム全盛期に、山木はボクシングに注目し、ムエタイ招聘で縁のあったタイ国からボクシング男子選手を1995年前後に輸入する。これが山木ジムのボクシング初挑戦である。彼は「シンヌン山木」と命名され、日本で数試合行ったが、他の輸入選手（勇利アルバチャコフやルイシト・エスピノサ）らと対照的に殆ど実績を残せなかった。なお、ルイシトとシンヌンは1995年5月に後楽園ホールで直接対決したことがある。

#### JWBC設立
ついで山木は女子ボクシングに注目。羽田真宏経営の白龍ジムの看板シュガーみゆきを中心に1996年10月から、女子プロボクシングの試合を同ジム主催のキックボクシング興行内で組むようになり、1999年には日本女子ボクシング協会（JWBC）を設立し、以後は女子ボクシングの単独興行として開催し続けた。同協会初代会長はマリー・スピード（NZの元女子選手）であったものの、実際の運営は主管ジムの山木ジムであった（特に、同ジム所属軽量級選手だった高野由美らが尽力）。同ジムは単独での女子プロボクシングの中枢を担い、CS放送とはいえ定期的なテレビ放映を実現し、アマチュアボクシングの実力者からプロに転じたライカ（後の風神ライカ）を始め多くの女子ボクサーを育て上げた。ライカはJWBC時代に世界王者3階級制覇している。当時の女子ボクシング興行の多くはジムの当時の所在地から至近の北沢タウンホールで開催された。2005年7月29日には新宿FACEのこけら落としの複数の女子格闘技団体が試合提供する「W-FACE」に参加しデビュー3戦目のツバサが判定勝。
トロイカ体制が崩壊するとともに山木は2002年9月末に6年半務めたMA日本キック理事長を退任。本格的に女子ボクシングに注力するようになった。
2006年6月10日には新宿FACEで「山木祭り」と題して女子ボクシングと男子キックボクシングの興行を昼夜分けて一日で開催した。この興行が同ジムにとり一応の区切りとなった。それから半年弱の11月30日を以ってMA日本キックを円満脱退。

#### JBC参入・東日本協会特殊加盟
2007年、日本ボクシングコミッション（JBC）が女子の参加を解禁することになった。JBCは他の競技や別のプロスポーツの関係者がジムに関与することを禁止している。反面、山木ジムはキック・ムエタイジムとしての顔もあり、結論が注目されたが、同ジムはキック廃業し「一国一コミッション」の原則を尊重し参入。懸念された女子プロボクシングの分裂は避けられ、従来の女子プロボクシングの人気選手がそっくりそのままJBC傘下に移行することになった。JBCによる実際の解禁まで、JWBCの活動は停止され、選手たちは自主興行という形で単独興行を行った。
2008年1月、女子解禁とともに、山木会長はJBCクラブオーナーライセンスを取得し、山木ジムは東日本ボクシング協会（JPBA-East）に特殊加盟（女子選手のみで男子選手の育成や所属は不可能、代表者名義譲渡不可能、議決権無し、2016年5月正式加盟）。女子ボクシングの普及に貢献したことを理由に女子プロボクシング専門で活動することを条件として加盟料1000万円は特例で免除された。その後下北沢を去るも、至近の世田谷区若林に移転した。
2月26日、JBC参入・東日本協会加盟後初の主催興行を開催。テレビ埼玉での中継もされたメインイベントでは天海ツナミが日本人初のWBA女子世界王座獲得を果たした。

#### 移転・改称
2011年11月、ジムを荒川区東日暮里（地下鉄三ノ輪駅近く）に移転。それと同時にジム名も命名権をスポンサーの不動産仲介業アルファ・ホームズに売却し「アルファボクシングジム」へと改称し、それまでの女子プロボクサー育成専門からフィットネス・スポーツ・キッズ・シニア各コースも設けられた総合ボクシングジムへと生まれ変わった。
2014年4月1日、現在地に移転。アルファ・ホームズとの命名権契約は前日3月31日に切れた後も続き同名称を使用していたが2018年4月再び山木ボクシングジムとなった。

## 主な所属選手

### ジム出身世界王者
- 風神ライカ（JWBC時代に3階級制覇／竹原&畑山へ移籍後引退、現格闘家）
- 袖岡裕子（JWBC時代にWIBAミニフライ級）
- 天海ツナミ（WBOライトフライ級、WBAスーパーフライ級、IFBAバンタム級）
- 石川海（UNITEDより移籍。WBCミニマム級暫定）

### 現所属選手
女子A級選手
- 天海ツナミ
- 石川海

女子B級選手
- 樽井捺月（日本女子アトム級ランカー）

### 過去の選手
- 高野由美（渡米後引退）
- 亀井広美（現在は音楽プロデューサー）
- 丸山礼子（渡米して帰国後、金子を経て引退）
- ジプシー・タエコ（オザキへ移籍後引退）
- 神田桃子（メキシコ→ハラダ→井岡→メキシコ→勝又→協栄→寝屋川石田）
- 山口直子（白井・具志堅へ移籍後引退）
- 大内さくら（シャイアン山本へ移籍後引退）
- 藤本奈月（セレスへ移籍後引退）

以上はJWBC時代の所属
- 天空ツバサ（JWBCバンタム級王者、元WBA世界フェザー級5位。現在はトレーナーとして在籍）
- 櫻田由樹（F・ギャラクシーより移籍）
- 天心アンリ（JWBC2階級王者／引退）
- 上村里子（フィオーレより移籍／2013年9月11日逝去）
- 東郷理代（WBCインターナショナルスーパーフライ級・東洋太平洋バンタム級王者／L-1より移籍・引退）
- 石田しほり（現役東大生の女子プロボクサー）
- 菊池真琴（在籍中東洋太平洋女子バンタム級王者／石川へ移籍）
- 古川夢乃歌（ワタナベ時代にWBA女子世界アトム級王座獲得）

## 交通アクセス
- JR青梅線羽村駅より徒歩3分

## 書籍

### 女子ボクシング
- 来家恵美子（風神ライカ）『私は「居場所」を見つけたい』ISBN 978-4104518012

### キックボクシング
- 山木敏弘『ムエタイ』（鹿砦社） 山木ジム6周年記念出版
- 会津泰成『天使がくれた戦う心(チャイ)』 ISBN 978-4795840621 第10回Sports Graphic Number スポーツノンフィクション新人賞」受賞作。タイの絶対的な格差社会と一人の若者の自立。

## 映画
- 映画『日本女子プロボクシングの夜明け』（2009年） - ほぼ自主上映のような形で公開

## ビデオ
キックボクシング時代に多数ある。クエストより発売。

## DVD
- 『風神見参 ライカタイフーン』（レーヴ） - これは選手の自主興行（2007年11月10日）を収録したもの。
- 日本女子プロボクシングの夜明け（前述の映画。DVDはローランズ・フィルムから発売）